# Leugenaarsparadox
De leugenaarsparadox is een bekende logische paradox die als volgt geformuleerd kan worden:
Deze zin is onwaar.
Als bovenstaande zin waar is, dan is hij niet waar, en spreekt hij zichzelf tegen. Als de zin echter niet waar is, dan is het dus ook niet zo dat hij onwaar is; dat is immers wat hij zelf stelt, en hij is dus waar. De zin is dus waar dan en slechts dan als hij niet waar is.

## Geschiedenis
De oudste bekende formulering van de leugenaarsparadox komt van Eubulides van Milete en luidt: een man zegt dat hij liegt. Is wat hij zegt waar of onwaar? Latere Griekse filosofen die zich met het probleem bezighielden waren Theophrastus en Chrysippus, maar hun werken zijn verloren gegaan. Een variant hierop is de Kretenzer: "alle Kretenzers liegen, zei de Kretenzer". Naar deze spreuk werd ook verwezen door de apostel Paulus in zijn Brief aan Titus, een van zijn brieven die zijn opgenomen in het Nieuwe Testament.

## Oplossingen
Voor de leugenaarsparadox zijn verschillende potentiële oplossingen aangedragen. De logicus Bochvar stelde voor een derde waarheidswaarde aan de klassieke logica toe te voegen, en deze aan zinnen als de leugenaarsparadox toe te kennen. Deze methode bevat een zwakte, omdat hij zinnen als de volgende toelaat:
Deze zin is onwaar of een paradox.
De voorgaande zin is waar als hij een paradox is.
Een andere mogelijkheid is te verbieden dat zinnen naar zichzelf verwijzen, zoals de leugenaarsparadox doet, en te stellen dat zinnen die dat toch doen geen waarheidswaarde hebben. Hierbij moeten ook beperkingen gesteld worden aan de mogelijkheid van zinnen om naar elkaar te verwijzen, omdat anders een indirecte leugenaarsparadox geformuleerd kan worden:
De volgende zin is waar.
De vorige zin is onwaar.
Deze weg werd onder andere door Bertrand Russell bewandeld in diens typentheorie. In dit logische systeem heeft elke zin een numerieke orde, en kunnen zinnen alleen uitspraken doen over andere zinnen van een lagere orde. De leugenaarsparadox doet een uitspraak over een zin van de orde waar hij zelf toe behoort, namelijk over zichzelf, en is dus niet welgevormd.

## De paradox van Quine
De paradox van Quine is een variant op de leugenaarsparadox, die luidt (vrij vertaald uit het Engels):
"levert onwaarheid op indien voorafgegaan door zichzelf tussen aanhalingstekens" levert onwaarheid op indien voorafgegaan door zichzelf tussen aanhalingstekens.
Deze zin verwijst niet rechtstreeks terug naar zichzelf, en laat zien dat het klakkeloos verbieden van naar zichzelf verwijzende zinnen geen oplossing voor dergelijke paradoxen is.

## Verband met onvolledigheid en onberekenbaarheid in de wiskunde
Het idee van de paradox van Quine is door Kurt Gödel gebruikt om de onvolledigheid van de rekenkunde te bewijzen: in de rekenkunde kunnen uitspraken over getallen worden gedaan die waar zijn maar binnen de rekenkunde niet bewezen kunnen worden.
Een variant hiervan is de constructie die Alan Turing gebruikt om te bewijzen dat er verzamelingen bestaan die wel gedefinieerd kunnen worden maar niet beslisbaar zijn: er bestaat geen automatische procedure die van elk gegeven element kan bepalen of het ook een element van de gegeven verzameling is. Zo ook zijn er functies en getallen die wel definieerbaar zijn maar niet automatisch berekenbaar.